# Баннер, Джилл
Джилл Ба́ннер (англ. Jill Banner), настоящее имя — Мэ́ри Кэ́трин Мола́мби (англ. Mary Kathryn Molumby; 8 ноября 1946, Бремертон, Вашингтон, США — 7 августа 1982, Северный Голливуд, Калифорния, США) — американская актриса.

## Биография
В период своей шестилетней кинокарьеры, длившейся с 1966 по 1972 год, Баннер сыграла в пятнадцати фильмах и телесериалах, включая роль в фильме Кристиана Маркана «Сладкоежка» (1968).
Погибла в автокатастрофе, произошедшей 7 августа 1982 года Северном Голливуде (штат Калифорния, США) в 35-летнем возрасте.

## Избранная фильмография
- Spider Baby (The Maddest Story Ever Told) (1964)
- Deadlier Than the Male (1966)
- The President’s Analyst (1967)
- C’mon, Let’s Live a Little (1967)
- Сладкоежка (1968, uncredited)
- The Stranger Returns (1968)
- Shadow Over Elveron (1968)
- Hunters Are for Killing (1970)